# Grand Prix de Patinação Artística no Gelo de 2011–12
O Grand Prix de Patinação Artística no Gelo de 2011–12 foi a décima sétima temporada do Grand Prix ISU, uma série de competições de patinação artística no gelo disputada na temporada 2011–12. São distribuídas medalhas em quatro disciplinas, individual masculino e individual feminino, duplas e dança no gelo. Os patinadores ganham pontos com base na sua posição em cada evento e os seis primeiros de cada disciplina são qualificados para competir na final do Grand Prix, realizada em Quebec City, Canadá.
A competição é organizada pela União Internacional de Patinação (em inglês:  International Skating Union), a série Grand Prix começou em 21 de outubro e continuaram até 11 dezembro de 2011.

## Calendário
| #     | Evento                             | Localização                 | Data              |
| ----- | ---------------------------------- | --------------------------- | ----------------- |
| 1     | Skate America de 2011              | Ontário, CA, Estados Unidos | 21–23 de outubro  |
| 2     | Skate Canada International de 2011 | Mississauga, ON, Canadá     | 28–30 de outubro  |
| 3     | Cup of China de 2011               | Xangai, China               | 4–6 de novembro   |
| 4     | NHK Trophy de 2011                 | Sapporo, Japão              | 11–13 de novembro |
| 5     | Trophée Éric Bompard de 2011       | Paris, França               | 18–20 de novembro |
| 6     | Rostelecom Cup de 2011             | Moscou, Rússia              | 25–27 de novembro |
| Final | Final do Grand Prix de 2011–12     | Quebec City, QB, Canadá     | 8–11 de dezembro  |

## Medalhistas

### Skate America
| Evento                        | Ouro                                         | Prata                                       | Bronze                                           | Ref   |
| Individual masculino detalhes | Michal Březina · República Tcheca            | Kevin van der Perren · Bélgica              | Takahiko Kozuka · Japão                          | [ 1 ] |
| Individual feminino detalhes  | Alissa Czisny · Estados Unidos               | Carolina Kostner · Itália                   | Viktoria Helgesson · Suécia                      | [ 2 ] |
| Duplas detalhes               | Aliona Savchenko · Robin Szolkowy · Alemanha | Zhang Dan · Zhang Hao · China               | Kirsten Moore-Towers · Dylan Moscovitch · Canadá | [ 3 ] |
| Dança no gelo detalhes        | Meryl Davis · Charlie White · Estados Unidos | Nathalie Péchalat · Fabian Bourzat · França | Isabella Tobias · Deividas Stagniūnas · Lituânia | [ 4 ] |

### Skate Canada International
| Evento                        | Ouro                                        | Prata                                 | Bronze                                  | Ref   |
| Individual masculino detalhes | Patrick Chan · Canadá                       | Javier Fernández · Espanha            | Daisuke Takahashi · Japão               | [ 5 ] |
| Individual feminino detalhes  | Elizaveta Tuktamysheva · Rússia             | Akiko Suzuki · Japão                  | Ashley Wagner · Estados Unidos          | [ 6 ] |
| Duplas detalhes               | Tatiana Volosozhar · Maxim Trankov · Rússia | Sui Wenjing · Han Cong · China        | Meagan Duhamel · Eric Radford · Canadá  | [ 7 ] |
| Dança no gelo detalhes        | Tessa Virtue · Scott Moir · Canadá          | Kaitlyn Weaver · Andrew Poje · Canadá | Anna Cappellini · Luca Lanotte · Itália | [ 8 ] |

### Cup of China
| Evento                        | Ouro                                         | Prata                                            | Bronze                                           | Ref    |
| Individual masculino detalhes | Jeremy Abbott · Estados Unidos               | Nobunari Oda · Japão                             | Song Nan · China                                 | [ 9 ]  |
| Individual feminino detalhes  | Carolina Kostner · Itália                    | Mirai Nagasu · Estados Unidos                    | Adelina Sotnikova · Rússia                       | [ 10 ] |
| Duplas detalhes               | Yuko Kavaguti · Alexander Smirnov · Rússia   | Zhang Dan · Zhang Hao · China                    | Kirsten Moore-Towers · Dylan Moscovitch · Canadá | [ 11 ] |
| Dança no gelo detalhes        | Ekaterina Bobrova · Dmitri Soloviev · Rússia | Maia Shibutani · Alex Shibutani · Estados Unidos | Pernelle Carron · Lloyd Jones · França           | [ 12 ] |

### NHK Trophy
| Evento                        | Ouro                                             | Prata                                  | Bronze                                       | Ref    |
| Individual masculino detalhes | Daisuke Takahashi · Japão                        | Takahiko Kozuka · Japão                | Ross Miner · Estados Unidos                  | [ 13 ] |
| Individual feminino detalhes  | Akiko Suzuki · Japão                             | Mao Asada · Japão                      | Alena Leonova · Rússia                       | [ 14 ] |
| Duplas detalhes               | Yuko Kavaguti · Alexander Smirnov · Rússia       | Narumi Takahashi · Mervin Tran · Japão | Aliona Savchenko · Robin Szolkowy · Alemanha | [ 15 ] |
| Dança no gelo detalhes        | Maia Shibutani · Alex Shibutani · Estados Unidos | Kaitlyn Weaver · Andrew Poje · Canadá  | Elena Ilinykh · Nikita Katsalapov · Rússia   | [ 16 ] |

### Trophée Éric Bompard
| Evento                        | Ouro                                        | Prata                                       | Bronze                                  | Ref    |
| Individual masculino detalhes | Patrick Chan · Canadá                       | Song Nan · China                            | Michal Březina · República Tcheca       | [ 17 ] |
| Individual feminino detalhes  | Elizaveta Tuktamysheva · Rússia             | Carolina Kostner · Itália                   | Alissa Czisny · Estados Unidos          | [ 18 ] |
| Duplas detalhes               | Tatiana Volosozhar · Maxim Trankov · Rússia | Vera Bazarova · Yuri Larionov · Rússia      | Meagan Duhamel · Eric Radford · Canadá  | [ 19 ] |
| Dança no gelo detalhes        | Tessa Virtue · Scott Moir · Canadá          | Nathalie Péchalat · Fabian Bourzat · França | Anna Cappellini · Luca Lanotte · Itália | [ 20 ] |

### Rostelecom Cup
| Evento                        | Ouro                                         | Prata                                      | Bronze                                       | Ref    |
| Individual masculino detalhes | Yuzuru Hanyu · Japão                         | Javier Fernández · Espanha                 | Jeremy Abbott · Estados Unidos               | [ 21 ] |
| Individual feminino detalhes  | Mao Asada · Japão                            | Alena Leonova · Rússia                     | Adelina Sotnikova · Rússia                   | [ 22 ] |
| Duplas detalhes               | Aliona Savchenko · Robin Szolkowy · Alemanha | Yuko Kavaguti · Alexander Smirnov · Rússia | Stefania Berton · Ondřej Hotárek · Itália    | [ 23 ] |
| Dança no gelo detalhes        | Meryl Davis · Charlie White · Estados Unidos | Kaitlyn Weaver · Andrew Poje · Canadá      | Ekaterina Bobrova · Dmitri Soloviev · Rússia | [ 24 ] |

### Final do Grand Prix
| Evento                        | Ouro                                         | Prata                                       | Bronze                                      | Ref    |
| Individual masculino detalhes | Patrick Chan · Canadá                        | Daisuke Takahashi · Japão                   | Javier Fernández · Espanha                  | [ 25 ] |
| Individual feminino detalhes  | Carolina Kostner · Itália                    | Akiko Suzuki · Japão                        | Alena Leonova · Rússia                      | [ 26 ] |
| Duplas detalhes               | Aliona Savchenko · Robin Szolkowy · Alemanha | Tatiana Volosozhar · Maxim Trankov · Rússia | Yuko Kavaguti · Alexander Smirnov · Rússia  | [ 27 ] |
| Dança no gelo detalhes        | Meryl Davis · Charlie White · Estados Unidos | Tessa Virtue · Scott Moir · Canadá          | Nathalie Péchalat · Fabian Bourzat · França | [ 28 ] |

## Qualificação
|  | Patinadores qualificados para a Final do Grand Prix |
|  | Substitutos                                         |

### Individual masculino
| Classificação | Classificação        | Classificação    | Classificação | Classificação | Classificação | Classificação | Classificação | Classificação | Classificação |
| Pos.          | Nome                 | Nacionalidade    | USA           | CAN           | CHN           | JPN           | FRA           | RUS           | Total         |
| ------------- | -------------------- | ---------------- | ------------- | ------------- | ------------- | ------------- | ------------- | ------------- | ------------- |
| 1             | Patrick Chan         | Canadá           | –             | 15            | –             | –             | 15            | –             | 30            |
| 2             | Daisuke Takahashi    | Japão            | –             | 11            | –             | 15            | –             | –             | 26            |
| 3             | Jeremy Abbott        | Estados Unidos   | –             | –             | 15            | –             | –             | 11            | 26            |
| 4             | Michal Brezina       | República Tcheca | 15            | –             | –             | –             | 11            | 9             | 26            |
| 5             | Javier Fernández     | Espanha          | –             | 13            | –             | –             | –             | 13            | 26            |
| 6             | Yuzuru Hanyu         | Japão            | –             | –             | 9             | –             | –             | 15            | 24            |
| 7             | Song Nan             | China            | –             | –             | 11            | –             | 13            | –             | 24            |
| 8             | Takahiko Kozuka      | Japão            | 11            | –             | –             | 13            | –             | –             | 24            |
| 9             | Adam Rippon          | Estados Unidos   | –             | 9             | –             | –             | 9             | –             | 18            |
| 10            | Nobunari Oda         | Japão            | –             | –             | 13            | –             | 4             | –             | 17            |
| 11            | Kevin Van der Perren | Bélgica          | 13            | 3             | –             | –             | –             | –             | 16            |
| 12            | Ross Miner           | Estados Unidos   | –             | 5             | –             | 11            | –             | –             | 16            |
| 13            | Richard Dornbush     | Estados Unidos   | 9             | –             | 5             | –             | –             | –             | 14            |
| 14            | Artur Gachinski      | Rússia           | –             | –             | 7             | –             | –             | 7             | 14            |
| 15            | Denis Ten            | Cazaquistão      | 7             | 7             | –             | –             | –             | –             | 14            |
| 16            | Samuel Contesti      | Itália           | 3             | –             | –             | 9             | –             | –             | 12            |
| 17            | Andrei Rogozine      | Canadá           | –             | 4             | –             | –             | –             | 5             | 9             |
| 18            | Konstantin Menshov   | Rússia           | –             | –             | –             | 5             | –             | 3             | 8             |
| 19            | Florent Amodio       | França           | 0             | –             | –             | –             | 7             | –             | 7             |
| 20            | Tomáš Verner         | República Tcheca | –             | –             | –             | 7             | –             | –             | 7             |
| 21            | Alexander Majorov    | Suécia           | –             | 0             | –             | –             | 5             | –             | 5             |
| 22            | Daisuke Murakami     | Japão            | 5             | –             | –             | –             | –             | –             | 5             |
| 23            | Kevin Reynolds       | Canadá           | –             | –             | 4             | –             | 0             | –             | 4             |
| 24            | Sergei Voronov       | Rússia           | –             | –             | –             | –             | –             | 4             | 4             |
| 25            | Tatsuki Machida      | Japão            | –             | –             | –             | 4             | –             | –             | 4             |
| 26            | Douglas Razzano      | Estados Unidos   | 4             | –             | –             | –             | –             | –             | 4             |
| 27            | Armin Mahbanoozadeh  | Estados Unidos   | 0             | –             | –             | 3             | –             | –             | 3             |
| 28            | Wu Jialiang          | China            | –             | –             | 3             | –             | –             | –             | 3             |
| 29            | Romain Ponsart       | França           | –             | –             | –             | –             | 3             | –             | 3             |
| 30            | Brandon Mroz         | Estados Unidos   | –             | –             | –             | 0             | –             | 0             | 0             |
| 31            | Chafik Besseghier    | França           | –             | –             | –             | –             | 0             | –             | 0             |
| 32            | Elladj Balde         | Canadá           | –             | 0             | –             | –             | –             | –             | 0             |

### Individual feminino
| Classificação | Classificação          | Classificação  | Classificação | Classificação | Classificação | Classificação | Classificação | Classificação | Classificação |
| Pos.          | Nome                   | Nacionalidade  | USA           | CAN           | CHN           | JPN           | FRA           | RUS           | Total         |
| ------------- | ---------------------- | -------------- | ------------- | ------------- | ------------- | ------------- | ------------- | ------------- | ------------- |
| 1             | Elizaveta Tuktamisheva | Rússia         | –             | 15            | –             | –             | 15            | –             | 30            |
| 2             | Mao Asada              | Japão          | –             | –             | –             | 13            | –             | 15            | 28            |
| 3             | Carolina Kostner       | Itália         | 13            | –             | 15            | –             | 13            | –             | 28            |
| 4             | Akiko Suzuki           | Japão          | –             | 13            | –             | 15            | –             | –             | 28            |
| 5             | Alissa Czisny          | Estados Unidos | 15            | –             | –             | –             | 11            | –             | 26            |
| 6             | Alena Leonova          | Rússia         | –             | 9             | –             | 11            | –             | 13            | 24            |
| 7             | Adelina Sotnikova      | Rússia         | –             | –             | 11            | –             | –             | 11            | 22            |
| 8             | Mirai Nagasu           | Estados Unidos | –             | 7             | 13            | –             | –             | –             | 20            |
| 9             | Ashley Wagner          | Estados Unidos | –             | 11            | –             | 9             | –             | –             | 20            |
| 10            | Viktoria Helgesson     | Suécia         | 11            | –             | –             | –             | 7             | –             | 18            |
| 11            | Kanako Murakami        | Japão          | –             | –             | 5             | –             | 9             | –             | 14            |
| 12            | Haruka Imai            | Japão          | 9             | –             | –             | –             | –             | 5             | 14            |
| 13            | Kiira Korpi            | Finlândia      | –             | –             | –             | 5             | –             | 7             | 12            |
| 14            | Elene Gedevanishvili   | Geórgia        | 4             | –             | –             | 7             | –             | –             | 11            |
| 15            | Ksenia Makarova        | Rússia         | 7             | –             | 4             | –             | –             | –             | 11            |
| 16            | Sofia Biryukova        | Rússia         | –             | –             | –             | –             | –             | 9             | 9             |
| 17            | Zhang Kexin            | China          | –             | –             | 9             | –             | –             | –             | 9             |
| 18            | Mae Berenice Meite     | França         | –             | –             | –             | 4             | 5             | –             | 9             |
| 19            | Amelie Lacoste         | Canadá         | –             | 5             | –             | –             | –             | 3             | 8             |
| 20            | Christina Gao          | Estados Unidos | –             | –             | 7             | –             | –             | 0             | 7             |
| 21            | Agnes Zawadzki         | Estados Unidos | –             | –             | –             | 3             | –             | 4             | 7             |
| 22            | Caroline Zhang         | Estados Unidos | 5             | –             | –             | –             | –             | –             | 5             |
| 23            | Cynthia Phaneuf        | Canadá         | –             | 4             | –             | 0             | –             | –             | 4             |
| 24            | Sonia Lafuente         | Espanha        | –             | –             | –             | –             | 4             | –             | 4             |
| 25            | Geng Bingwa            | China          | –             | –             | 3             | –             | –             | –             | 3             |
| 26            | Joelle Forte           | Estados Unidos | 3             | –             | –             | –             | –             | –             | 3             |
| 27            | Yretha Silete          | França         | –             | –             | –             | –             | 3             | –             | 3             |
| 28            | Sarah Hecken           | Alemanha       | –             | 3             | –             | –             | –             | –             | 3             |
| 29            | Rachael Flatt          | Estados Unidos | –             | 0             | –             | –             | –             | 0             | 0             |
| 30            | Valentina Marchei      | Itália         | 0             | –             | 0             | –             | –             | –             | 0             |
| 31            | Adriana Desanctis      | Canadá         | –             | 0             | –             | –             | –             | –             | 0             |
| 32            | Lena Marrocco          | França         | –             | –             | –             | –             | 0             | –             | 0             |
| 33            | Joshi Helgesson        | Suécia         | 0             | –             | –             | –             | –             | –             | 0             |
| 34            | Shoko Ishikawa         | Japão          | –             | –             | –             | 0             | –             | –             | 0             |
| 35            | Zhu Qiuying            | China          | –             | –             | 0             | –             | –             | –             | 0             |

### Duplas
| Classificação | Classificação                           | Classificação    | Classificação | Classificação | Classificação | Classificação | Classificação | Classificação | Classificação |
| Pos.          | Nome                                    | Nacionalidade    | USA           | CAN           | CHN           | JPN           | FRA           | RUS           | Total         |
| ------------- | --------------------------------------- | ---------------- | ------------- | ------------- | ------------- | ------------- | ------------- | ------------- | ------------- |
| 1             | Tatiana Volosozhar / Maxim Trankov      | Rússia           | –             | 15            | –             | –             | 15            | –             | 30            |
| 2             | Aliona Savchenko / Robin Szolkowy       | Alemanha         | 15            | –             | –             | -11           | –             | 15            | 30            |
| 3             | Yuko Kavaguti / Alexander Smirnov       | Rússia           | –             | –             | 15            | 15            | –             | -13           | 30            |
| 4             | Zhang Dan / Zhang Hao                   | China            | 13            | –             | 13            | –             | –             | –             | 26            |
| 5             | Narumi Takahashi / Mervin Tran          | Japão            | –             | 9             | –             | 13            | –             | –             | 22            |
| 6             | Meagan Duhamel / Eric Radford           | Canadá           | –             | 11            | –             | –             | 11            | –             | 22            |
| 7             | Kirsten Moore-Towers / Dylan Moscovitch | Canadá           | 11            | –             | 11            | –             | –             | –             | 22            |
| 8             | Vera Bazarova / Yuri Larionov           | Rússia           | 7             | –             | –             | –             | 13            | –             | 20            |
| 9             | Sui Wenjing / Han Cong                  | China            | –             | 13            | 7             | –             | –             | –             | 20            |
| 10            | Stefania Berton / Ondrej Hotarek        | Itália           | –             | –             | –             | 9             | –             | 11            | 20            |
| 11            | Amanda Evora / Mark Ladwig              | Estados Unidos   | –             | –             | 9             | –             | 9             | –             | 18            |
| 12            | Caydee Denney / John Coughlin           | Estados Unidos   | 9             | –             | –             | 7             | –             | –             | 16            |
| 13            | Lubov Iliushechkina / Nodari Maisuradze | Rússia           | –             | 7             | –             | 5             | –             | –             | 12            |
| 14            | Jessica Dube / Sebastien Wolfe          | Canadá           | –             | 5             | –             | –             | 7             | –             | 12            |
| 15            | Ksenia Stolbova / Fedor Klimov          | Rússia           | –             | –             | –             | –             | 0             | 9             | 9             |
| 16            | Katarina Gerboldt / Alexander Enbert    | Rússia           | –             | –             | –             | –             | –             | 7             | 7             |
| 17            | Yu Xiaoyu / Jin Yang                    | China            | –             | 0             | 5             | –             | –             | –             | 5             |
| 18            | Tiffany Vise / Don Baldwin              | Estados Unidos   | 5             | –             | –             | –             | –             | –             | 5             |
| 19            | Dong Huibo / Wu Yiming                  | China            | –             | –             | –             | –             | 5             | –             | 5             |
| 20            | Ashley Cain / Joshua Reagan             | Estados Unidos   | –             | –             | –             | –             | –             | 5             | 5             |
| 21            | Marissa Castelli / Simon Shnapir        | Estados Unidos   | –             | –             | –             | 0             | –             | –             | 0             |
| 22            | Mary Beth Marley / Rockne Brubaker      | Estados Unidos   | 0             | –             | –             | –             | –             | –             | 0             |
| 23            | Taylor Steele / Robert Schultz          | Canadá           | –             | –             | 0             | –             | –             | –             | 0             |
| 24            | Brittany Jones / Kurtis Gaskell         | Canadá           | –             | –             | –             | –             | –             | 0             | 0             |
| 25            | Paige Lawrence / Rudi Swiegers          | Canadá           | –             | 0             | –             | –             | –             | –             | 0             |
| 26            | Maylin Hausch / Daniel Wende            | Alemanha         | 0             | –             | –             | –             | –             | –             | 0             |
| 27            | Vanessa James / Morgan Cipres           | França           | –             | –             | –             | –             | 0             | –             | 0             |
| 28            | Natasha Purich / Raymond Schultz        | Canadá           | –             | –             | –             | 0             | –             | –             | 0             |
| 29            | Klara Kadlecova / Petr Bidar            | República Tcheca | –             | –             | 0             | –             | –             | –             | 0             |

### Dança no gelo
| Classificação | Classificação                                | Classificação  | Classificação | Classificação | Classificação | Classificação | Classificação | Classificação | Classificação |
| Pos.          | Nome                                         | Nacionalidade  | USA           | CAN           | CHN           | JPN           | FRA           | RUS           | Total         |
| ------------- | -------------------------------------------- | -------------- | ------------- | ------------- | ------------- | ------------- | ------------- | ------------- | ------------- |
| 1             | Meryl Davis / Charlie White                  | Estados Unidos | 15            | –             | –             | –             | –             | 15            | 30            |
| 2             | Tessa Virtue / Scott Moir                    | Canadá         | –             | 15            | –             | –             | 15            | –             | 30            |
| 3             | Maia Shibutani / Alex Shibutani              | Estados Unidos | –             | –             | 13            | 15            | –             | –             | 28            |
| 4             | Ekaterina Bobrova / Dmitri Soloviev          | Rússia         | –             | –             | 15            | –             | –             | 11            | 26            |
| 5             | Nathalie Pechalat / Fabian Bourzat           | França         | 13            | –             | –             | –             | 13            | –             | 26            |
| 6             | Kaitlyn Weaver / Andrew Poje                 | Canadá         | –             | 13            | –             | 13            | –             | 13            | 26            |
| 7             | Anna Cappellini / Luca Lanotte               | Itália         | –             | 11            | –             | –             | 11            | –             | 22            |
| 8             | Elena Ilinykh / Nikita Katsalapov            | Rússia         | –             | –             | –             | 11            | 9             | –             | 20            |
| 9             | Isabella Tobias / Deividas Stagniunas        | Lituânia       | 11            | –             | –             | –             | –             | 7             | 18            |
| 10            | Nelli Zhiganshina / Alexander Gazsi          | Alemanha       | 9             | –             | –             | 9             | –             | –             | 18            |
| 11            | Pernelle Carron / Lloyd Jones                | França         | –             | –             | 11            | –             | –             | 5             | 16            |
| 12            | Madison Chock / Evan Bates                   | Estados Unidos | –             | 9             | –             | –             | 7             | –             | 16            |
| 13            | Ekaterina Riazanova / Ilia Tkachenko         | Rússia         | –             | 7             | –             | –             | –             | 9             | 16            |
| 14            | Huang Xintong / Zheng Xun                    | China          | –             | –             | 7             | –             | 5             | –             | 12            |
| 15            | Penny Coomes / Nicholas Buckland             | Reino Unido    | –             | –             | 9             | –             | –             | –             | 9             |
| 16            | Lorenza Alessandrini / Simone Vaturi         | Itália         | –             | –             | –             | 7             | –             | –             | 7             |
| 17            | Kharis Ralph / Asher Hill                    | Canadá         | 7             | –             | –             | –             | –             | –             | 7             |
| 18            | Ekaterina Pushkash / Jonathan Guerreiro      | Rússia         | –             | 5             | –             | –             | –             | 0             | 5             |
| 19            | Madison Hubbell / Zachary Donohue            | Estados Unidos | 5             | –             | –             | –             | –             | –             | 5             |
| 20            | Lynn Kriengkrairut / Logan Giulietti-Schmitt | Estados Unidos | –             | –             | –             | 5             | –             | –             | 5             |
| 21            | Yu Xiaoyang / Wang Chen                      | China          | –             | –             | 5             | –             | –             | –             | 5             |
| 22            | Cathy Reed / Chris Reed                      | Japão          | –             | –             | –             | 0             | –             | –             | 0             |
| 23            | Tarrah Harvey / Keith Gagnon                 | Canadá         | –             | 0             | –             | –             | –             | –             | 0             |
| 24            | Kristina Gorshkova / Vitali Butikov          | Rússia         | –             | –             | –             | –             | 0             | –             | 0             |
| 25            | Isabella Cannuscio / Ian Lorello             | Estados Unidos | 0             | –             | –             | –             | –             | –             | 0             |
| 26            | Charlotte Lichtman / Dean Copely             | Estados Unidos | –             | –             | 0             | –             | –             | –             | 0             |
| 27            | Alexandra Paul / Mitchell Islam              | Canadá         | 0             | –             | –             | 0             | –             | –             | 0             |
| 28            | Emily Samuelson / Todd Gilles                | Estados Unidos | –             | –             | 0             | –             | –             | –             | 0             |
| 29            | Sara Hurtado / Adria Diaz                    | Espanha        | –             | –             | –             | –             | 0             | –             | 0             |

## Quadro de medalhas
| Ordem | País             | Medalha de ouro | Medalha de prata | Medalha de bronze |    | Ordem por total |
| ----- | ---------------- | --------------- | ---------------- | ----------------- | -- | --------------- |
| 1     | Rússia           | 7               | 4                | 7                 | 18 | 1               |
| 2     | Estados Unidos   | 6               | 2                | 4                 | 12 | 4               |
| 3     | Canadá           | 5               | 4                | 4                 | 13 | 2               |
| 4     | Japão            | 4               | 7                | 2                 | 13 | 2               |
| 5     | Alemanha         | 3               |                  | 1                 | 4  | 7               |
| 6     | Itália           | 2               | 2                | 3                 | 7  | 5               |
| 7     | República Tcheca | 1               |                  | 1                 | 2  | 10              |
| 8     | China            |                 | 4                | 1                 | 5  | 6               |
| 9     | França           |                 | 2                | 2                 | 4  | 7               |
| 10    | Espanha          |                 | 2                | 1                 | 3  | 9               |
| 11    | Bélgica          |                 | 1                |                   | 1  | 11              |
| 12    | Lituânia         |                 |                  | 1                 | 1  | 11              |
| 12    | Suécia           |                 |                  | 1                 | 1  | 11              |
| TOTAL | TOTAL            | 28              | 28               | 28                | 84 | —               |